# Trg demokracije, Islamabad
Trg demokracije (Democracy Čovk), splošno znan kot D-Čovk, je velik mestni trg na stičišču avenije Džinah in avenije Constitution v Islamabadu v Pakistanu. Je v vladnem okrožju, blizu več pomembnih vladnih stavb: predsedstva, urada predsednika vlade, parlamenta in vrhovnega sodišča.
Trg je bil nekoč priljubljeno rekreacijsko območje domačinov. Po premiku prizorišča z dirkališča v Ravalpindiju je bila parada Pakistanskega dnevna nekaj let tu. Zdaj je bila premaknjen na Šakarparian Parade Ground.
Trg je pogosto prizorišče političnih shodov in drugih javnih srečanj in ga primerjajo z egiptovskim trgom Tahrir. Ker je trg stičišče dveh glavnih cest, so takšna srečanja večkrat ohromila promet v Islamabadu.
Aprila 2016 je vlada odredila, da je treba trg ponovno preurediti, da postane prepovedano območje za protestnike. Kljub temu tam še vedno potekajo politični zbori.

## Zgodovina srečanj
Prve večje demonstracije na tem mestu so bile 4.–5. julija 1980. Izvedla jih je verska skupina proti uvedbi zekata (obvezna miloščina) in ušurja s strani predsednika Mohameda Zia-ul-Haqa. Pod vodstvom muftija Džafarja Husseina so protestniki zavzeli bližnjo stavbo pakistanskega sekretariata, nakar so bile njihove zahteve sprejete in oproščeni plačila novih predlaganih davkov.
17. avgusta 1989 je Navaz Šarif vodil opozicijske stranke ob prvi obletnici smrti Zia-ul-Haqa. Po vpletenosti notranjega ministra Aitzaza Ahsana se je množica razpršila.
16. novembra 1992 so opozicijske stranke korakale proti D-Čovku, medtem ko so protestirale proti domnevnemu prirejanju na pakistanskih splošnih volitvah leta 1990. Nekaj mesecev kasneje, 16. julija 1993, je Benazir Buto, ki je bila takrat vodja opozicije, vodila svoje podpornike proti sekretariatu, medtem ko je pritiskala na premierja Navaza Šarifa, naj odstopi. To je pripeljalo do tega, da sta on, pa tudi predsednik Ghulam Išak Kan, po posredovanju načelnika vojaškega štaba Abdula Waheeda Kakarja odstopila.
Kot del odvetniškega gibanja so pakistanski odvetniki in njihovi podporniki svoj dolg pohod leta 2009 končali pred parlamentom.
Januarja 2013 so Mohamed Tahir-ul-Kadri in na tisoče njegovih zagovornikov Minhaj-ul-Kuran (mednarodna nevladna organizacija) organizirali sedeči protest na D-Čovku in zahtevali odstop vlade.
Aprila 2014 so aktivisti za človekove pravice in člani civilne družbe protestirali proti pogrešanim osebam v D-Čovku, preden jih je policija napadla s pendreki.
14. avgusta 2014 sta Imran Kan in Mohamed Tahir-ul-Kadri vodila svoj pohod Azadi oziroma Inkilab Marč od Lahoreja do D-Čovka v Islamabadu, medtem ko sta protestirala proti vladi Pakistanske muslimanske lige (N). Sledilo je 126-dnevno sedenje, ki se je končalo 17. decembra 2014.
27. marca 2016 je na tisoče protestnikov iz verskih skupin nekaj dni taborilo v D-Čovku, potem ko so opazovali čelum Mumtaz Kadri.
Februarja 2022 je predsednik Pakistanske ljudske stranke Bilaval Buto Zardari vodil svoj Avami Marč, ki se je začel v Karačiju in končal v D-Čovwku v Islamabadu.
Od maja 2024 poteka sedenje, ki ga organizira kampanja Rešimo Gazo. D-Čovk se je 27. dan sedenja preimenoval v Gaza Čovk, da bi izrazil ljubezen do Palestine in Gaze. Javnost so pozvali, da se bo zdaj D-Čovk pisal, rekel in imenoval Gaza Čovk. Razkrita je bila tabla Gaza Čovk.
Novembra 2024 je bil D-Čovk prizorišče protestov 2024 Final Call, kjer so podporniki Imrana Kana korakali proti prestolnici in zahtevali njegovo izpustitev. Pakistanske varnostne sile so nasilno zatrle akcijo, kar je povzročilo najmanj 6 smrtnih žrtev in več tisoč aretacij.